# کلسیم پراکسید
کلسیم پراکسید (به انگلیسی: Calcium peroxide) با فرمول شیمیایی CaO۲ یک ترکیب شیمیایی با شناسه پاب‌کم ۱۴۷۷۹ است. که جرم مولی آن ۷۲٫۰۷۶۸ g/mol می‌باشد. شکل ظاهری این ترکیب، پودر سفید یا زرد است.